# Larry Kramer
Larry Kramer (Bridgeport, 25 de junho de 1935 - Nova Iorque, 27 de maio de 2020) foi um dramaturgo, autor, roteirista, produtor de cinema, advogado de saúde pública e ativista de direitos LGBT. Começou sua carreira reescrevendo scripts enquanto trabalhava na Columbia Pictures, que o levou a Londres, onde trabalhou com a United Artists. Lá, ele escreveu o roteiro do filme de 1969 Women in Love (1969) e ganhou uma indicação ao Oscar por seu trabalho. Kramer introduziu um estilo controverso e de confronto em seu romance Faggots (1978), que ganhou críticas mistas e denúncias enfáticas de elementos dentro da comunidade gay pela interpretação de Kramer do que ele caracterizou como relacionamentos homossexuais superficiais e promíscuos na década de 1970.
Kramer testemunhou a propagação da doença mais tarde conhecida como Síndrome da Imunodeficiência Adquirida (AIDS) entre seus amigos em 1980. Co-fundou a Gay Men's Health Crisis (GMHC), que se tornou a maior organização privada do mundo, ajudando pessoas que vivem com AIDS. Kramer ficou frustrado com a paralisia burocrática e a apatia dos gays pela crise da Aids e desejou se engajar em mais ações do que os serviços sociais fornecidos pelo GMHC. Ele expressou sua frustração ao escrever uma peça intitulada The Normal Heart, produzida no The Public Theatre em Nova Iorque em 1985. Seu ativismo político continuou com a fundação da AIDS Coalition to Unleash Power (ACT UP) em 1987, uma influente organização de protesto de ação direta com o objetivo de obter mais ações públicas para combater a crise da aids. O ACT UP foi amplamente creditada pela mudança nas políticas de saúde pública e pela percepção das pessoas que vivem com AIDS, além de aumentar a conscientização sobre o HIV e as doenças relacionadas à AIDS. Kramer foi finalista do Prêmio Pulitzer por sua peça The Destiny of Me (1992), e recebeu duas vezes o Prêmio Obie.

## Primeiros anos
O mais novo de dois filhos, Kramer nasceu em Bridgeport, Connecticut, sendo considerado “filho indesejado” por seus pais judeus, um advogado e uma assistente social. Quando a família se mudou para Maryland, eles se viram em uma faixa socioeconômica muito menor do que a dos colegas do ensino médio de Kramer. Seu pai queria que ele casasse com uma mulher com dinheiro e, assim, pressionou-o a se tornar um membro de Pi Tau Pi, uma fraternidade judaica.
Kramer se matriculou na Universidade Yale em 1953, onde teve dificuldade em se ajustar. Ele se sentiu sozinho e obteve notas mais baixas do que aquelas com as quais estava acostumado. Tentou se suicidar com uma overdose de aspirina porque se sentia como o “único estudante gay do campus”. A experiência o deixou determinado a explorar sua sexualidade e colocou-o no caminho da luta “pelo valor dos gays”. No semestre seguinte, teve um caso com seu professor de alemão - seu primeiro relacionamento romântico com um homem. Quando o professor estava programado para estudar na Europa, convidou Kramer para acompanhá-lo, mas Kramer optou por não ir.[carece de fontes?]
Yale era uma tradição familiar: o pai de Kramer, o irmão mais velho Arthur e dois tios eram ex-alunos. Kramer desfrutou do Varsity Glee Club durante seu tempo restante em Yale e se formou em 1957 com um diploma em inglês.[carece de fontes?]

## Morte
Morreu em 27 de maio de 2020, aos 84 anos, de pneumonia.